# ۵۰۵ (میلادی)
۵۰۵ (میلادی) پانصد  و پنجمین سال تقویم میلادی است.

## درگذشتگان
‎